# Wieczny student 2
Wieczny student 2 (ang. Van Wilder: The Rise of Taj) – amerykańska komedia romantyczna z 2006 roku w reżyserii Morta Nathana, wyprodukowany przez wytwórnię Metro-Goldwyn-Mayer. Kontynuacja filmu Wieczny student z 2002 roku. Główne role w filmie zagrali Kal Penn, Lauren Cohan i Daniel Percival.

## Fabuła
Hinduski student Taj Badalandabad (Kal Penn) kończy koledż Coolidge i wyjeżdża do Anglii, aby rozpocząć naukę na brytyjskiej uczelni w Camford. Chłopak zaprzyjaźnia się z grupą outsiderów, wśród których są Sadie i Gethin. Razem z nimi zakłada organizację i rzuca wyzwanie Pipowi i jego kompanom, stając do rywalizacji w akademickich zawodach.

## Obsada
- Kal Penn jako Taj
- Lauren Cohan jako Charlotte
- Daniel Percival jako Pip
- Glen Barry jako Seamus
- Anthony Cozens jako Gethin
- Holly Davidson jako Sadie
- Tom Davey jako Percy
- William de Coverly jako Roger
- Steven Rathman jako Simon

## Odbiór

### Krytyka
Film Wieczny student 2 spotkał się z negatywną reakcją krytyków. W serwisie Rotten Tomatoes 7% z czterdziestu sześciu recenzji filmu jest pozytywne (średnia ocen wyniosła 2,8 na 10). Na portalu Metacritic średnia ocen z 14 recenzji wyniosła 21 punktów na 100.